# Austrohancockia qiyunshanensis
Austrohancockia qiyunshanensis är en insektsart som beskrevs av Zheng, Z. 1998. Austrohancockia qiyunshanensis ingår i släktet Austrohancockia och familjen torngräshoppor. Inga underarter finns listade i Catalogue of Life.